# 블랙데빌

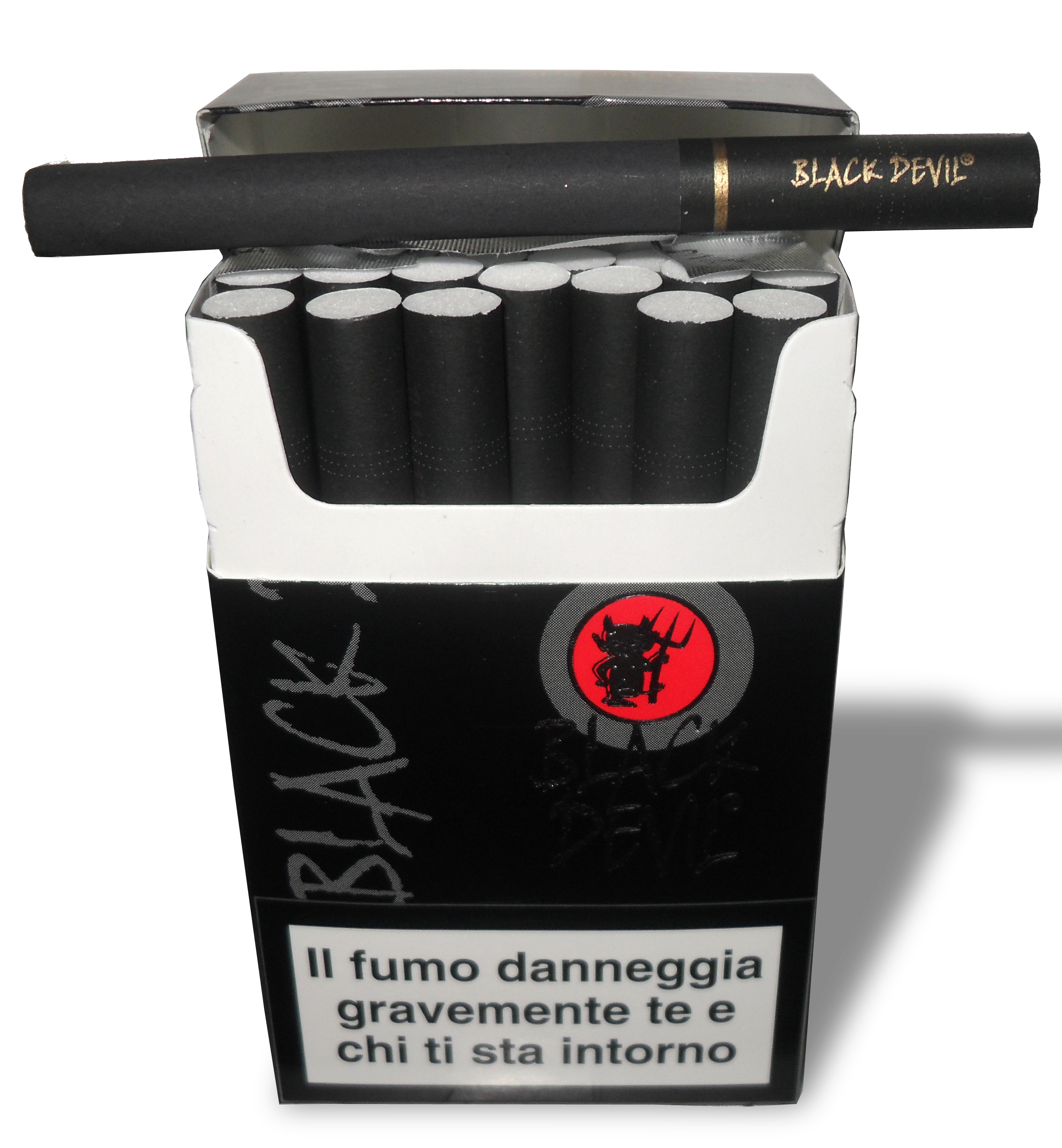

블랙데빌(Black Devil)은 네덜란드 Heupink & Bloemen사에서 판매하고 있는 담배다. 일반적인 담배와 달리 검은색 등 유색 궐련지가 사용되고 코코넛밀크, 초콜릿, 장미 등의 특수한 향이 첨가된 특징을 가지고 있다.

## 제품
2011년 현재 대한민국에는 다음 제품들이 판매되고 있다.
| 이름 : Black Devil            | 규격       | 수량 | 출시 일자 | 판매 지역                     |
| ----------------------------- | ---------- | ---- | --------- | ----------------------------- |
| Black Devil Special Flavour   | King(84mm) | 20   | 2007년    | 대한민국, 일본, 네덜란드 등지 |
| Black Devil Chocolate Flavour | King(84mm) | 20   | 2008년    | 대한민국, 일본, 네덜란드 등지 |
| Black Devil Rose Flavour      | King(84mm) | 20   | 2009년    | 대한민국, 일본, 네덜란드 등지 |
| Black Devil Gold              | King(84mm) | 20   | 2010년    | 대한민국, 일본, 네덜란드 등지 |

## 같이 보기
- 담배
- 흡연